# Lyssomanes consimilis
Lyssomanes consimilis är en spindelart som beskrevs av Banks 1929. Lyssomanes consimilis ingår i släktet Lyssomanes och familjen hoppspindlar. Inga underarter finns listade i Catalogue of Life.